# 栽仁王
栽仁王（たねひとおう、1887年（明治20年）9月22日 - 1908年（明治41年）4月7日）は、明治期の日本の皇族。勲等は大勲位、階級は海軍少尉。
有栖川宮家の嗣子であったが、継承することなく薨去した。
有栖川宮威仁親王の第一王子（第2子）で、 母は加賀金沢藩主前田慶寧の四女・慰子。徳川實枝子（徳川慶久公爵夫人）は実妹で、その次女高松宮妃喜久子は姪。

## 生涯
1887年（明治20年）9月22日午後11時30分、有栖川宮威仁親王と同妃慰子の第1男子として誕生し、同月28日の御七夜で「栽仁」と命名される。
1901年（明治34年）6月、威仁親王とともに参内した栽仁王に、明治天皇は父宮と同じく帝国海軍士官を志すよう命じた。1902年（明治36年）1月30日に、海軍兵学校内の別邸に移住。翌1903年（明治37年）11月4日に、海軍生徒とする明治天皇の沙汰があった。そして1904年（明治38年）12月2日、広島県江田島の海軍兵学校に第36期生徒として入学した。
1907年（明治40年）9月22日に成年に達し、同月25日、名誉職である貴族院議員に就任した。
しかし、卒業間近の1908年（明治41年）3月2日早朝、栽仁王は激しい腹痛に襲われ、盲腸炎と診断される。同月8日に病状が悪化して虚脱症状も見られた。兵学校内の別邸で療養し、同月10日には父威仁親王と妹實枝子女王が見舞いに訪れた。同日夜、高木兼寛の執刀で手術を行い、術後の経過も良好であったことから、20日に父宮と妹宮は帰京した。
4月2日に容体が急変し、再び父宮と妹宮は江田島を訪問した。高木の他、難波一やエルヴィン・フォン・ベルツが診察し腸管閉塞を認めたが、手の施しようが無く、4月3日午後4時10分に危篤となった。
4月5日午後1時に父宮と妹宮に伴われて栽仁王は江田島を出立し、4月6日夜に帰邸した。4月7日午後4時10分に薨去した。満20歳、数え年22歳。
この間、4月4日付で大勲位への叙位と菊花大綬章の叙勲が、4月6日付で海軍少尉任官の栄典が授けられた。
4月10日、有栖川宮家を発ち、豊島岡墓地で葬儀が執り行われた。
当時の皇族中、伏見宮に次ぐ歴史を持つ宮家であった有栖川宮は、1889年（明治22年）に施行された皇室典範第42条で養子が禁じられているため、継嗣たる栽仁王を失ったことで廃絶が確定した。
父威仁親王は、当時韓国統監であった伊藤博文宛てに嗣子を喪った無念さを綴り、「有栖川宮先代ノ系統ヲ思ヘバ、先例ニ倣ヒ、皇子孫ノ入ラセラレンコトヲ希望スル他意ナシ」と養子を取ることを要望した。伊藤は皇室典範を念頭に「帰京ノ上、法規ニ不悖シテ善後之愚考」を奉ると返答した。
後に大正天皇が、第三皇子・宣仁親王に有栖川宮の旧称・高松宮の号を与え、有栖川宮の祭祀を継承させることで実質的に後継に擬したことは、伊藤による「超法規的措置」として受け止められた。
明治天皇の皇女の結婚相手の一人に浮上したが、有栖川宮家に精神疾患となった利子女王がいたため同意を得られなかった。結局、栽仁王は結婚しないまま夭折した。このことは後に宣仁親王と栽仁王の姪である徳川喜久子との結婚の際にも問題となった。

## 人物像・逸話
- 栽仁王が兵学校在学中のある日、家庭教師であった宇川信三が宮邸に参邸すると、美しいピアノの音色が聞こえた。宇川は妹宮実枝子女王の演奏だと思ったが、実は栽仁王の演奏であることを知り、若宮の風雅さに感心した[16]。
- 1908年（明治41年）1月1日の新年祝賀には、勲一等の大礼服で参内した。栽仁王はその後、羽織袴に着替えてしまったが、遅れて宮邸を訪れた宇川が礼服姿を見ていないことを知ると「アヽそうか　其れでは三日にはまた着けるから見てお呉れ」と話した。宇川は、自らの栄誉を見せびらかすのではなく、旧師に晴れ姿を見せたいという考えを、軽薄な若者にない美徳だと感じ入った[17]。
- 栽仁王は宇川に家紋入りのパイプを下賜したが、翌日、自身も同じ物を持っていた。宇川に「早く是れに色を出してみたいが」と話した時が、旧師との最後の会話であり、パイプが形見となった[18]。

## 栄典
- 1907年（明治40年）11月3日 - 勲一等旭日桐花大綬章[19]
- 1908年（明治41年）4月4日 - 大勲位菊花大綬章[10]